# Nguyễn Văn Trỗi (phim)
Nguyễn Văn Trỗi là một bộ phim điện ảnh Việt Nam do Lý Thái Bảo và Nghệ sĩ nhân dân Bùi Đình Hạc đạo diễn. Đây là bộ phim về Nguyễn Văn Trỗi thứ 2 mà Lý Thái Bảo và Bùi Đình Hạc hợp tác thực hiện, do Hãng phim Hà Nội sản xuất và ra mắt vào năm 1966.

## Nội dung
Bộ phim quãng đời tiêu biểu nhất của Nguyễn Văn Trỗi từ khi anh nhận nhiệm vụ gài mìn trên cầu Công Lý để ám sát Bộ trưởng Quốc phòng Mỹ McNamara, đến khi anh bị chính quyền Việt Nam Cộng hòa xử bắn trên pháp trường. Gắn liền với đó là sự thay đổi trong cuộc đời của Phan Thị Quyên, từ người vợ yêu thương, hiểu hoạt động của chồng đến khi cô chính thức tham gia vào cách mạng.
Không chỉ xoay quanh cuộc đời cách mạng của Nguyễn Văn Trỗi, bộ phim còn thể hiện tình cảm của anh đối với vợ, với gia đình.

## Diễn viên
- Quang Tùng vai Nguyễn Văn Trỗi.[3]
- Thu Hiền vai Phan Thị Quyên.[4]
- Phi Nga vai chị Châu.[5]
- Tuệ Minh vai chị Y (hình mẫu từ Trương Mỹ Hoa).[6]
- Hai Đáng vai má M.
- Huỳnh Văn Hợi vai anh hai.
- Ngọc Vân vai bé Dân.
- Klaus Malzahn vai cố vấn Mỹ.
- Nghệ sĩ nhân dân Trần Tiến vai Chủ sự Tổng nha cảnh sát.[7]
- Nghệ sĩ nhân dân Lâm Tới vai Đội trưởng cảnh sát.[8]
- Phan Vũ vai Giáp.
- Ngọc Bé vai Lực.

## Sản xuất
Nguyễn Văn Trỗi là bộ phim thứ 2 làm về nhân vật cùng tên của hai đạo diễn Bùi Đình Hạc và Lý Thái Bảo. Sau khi hoàn thành Anh Nguyễn Văn Trỗi sống mãi, vì thể loại phim tài liệu mà Bùi Đình Hạc quyết định làm bộ phim này. Trong quá trình viết kịch bản, đoàn làm phim đã nhận được tác phẩm "Sống như anh" của nhà báo Thái Duy (nhà văn Trần Đình Vân) ghi chép lại theo lời của chị Phan Thị Quyên, vợ của Nguyễn Văn Trỗi. Đoàn làm phim đã hoàn thiện kịch bản theo tác phẩm này.
Tính từ thời điểm Nguyễn Văn Trỗi bị chính quyền Việt Nam Cộng hòa xử bắn đến thời điểm bộ phim được công chiếu thì thời gian chỉ mới 2 năm, chưa kể đến bộ phim tài liệu trước đó của cùng đạo diễn, khán giả Việt Nam vẫn còn nhớ rõ khuôn mặt của người chiến sĩ trẻ này. Vì vậy, đoàn làm phim đã bỏ rất nhiều thời gian để có thể tìm kiếm một nam diễn viên có khuôn mặt gần giống nhất với hình mẫu nhân vật vào vai. Sau một thời gian, đạo diễn Bùi Đình Hạc đã chọn được 2 gương mặt là Quang Tùng và Thu Hiền. Vì cả hai đều là diễn viên múa nên đoàn làm phim đã mất thêm một khoảng thời gian ngắn để bồi dưỡng cấp tốc nghiệp vụ diễn xuất cho cả hai.
Bộ phim được quay ở miền Bắc Việt Nam, nhưng để có những hình ảnh bối cảnh miền Nam chân thực nhất, đoàn làm phim đã phải tìm những nơi có nhiều dừa, và dựng trường quay nguyên bối cảnh căn nhà của vợ chồng Nguyễn Văn Trỗi.

## Công chiếu
Bộ phim chính thức công chiếu ở miền Bắc Việt Nam vào tháng 12 năm 1966. Sang tháng 7 năm 1967, bộ phim được trình chiếu tại Liên Xô khi tham dự Liên hoan phim quốc tế Moskva. Cùng khoảng thời gian đó, bộ phim được công chiếu tại Hungary với tên gọi "Igaz történet" (tạm dịch: Câu chuyện có thật).

## Đánh giá và đón nhận
Mặc dù được quay và công chiếu trong bối cảnh Việt Nam vẫn còn chưa tái thống nhất và đang trong giai đoạn ác liệt của Chiến tranh Việt Nam, nhưng bộ phim vẫn là một bộ phim về Nguyễn Văn Trỗi được đánh giá cao. Giới phê bình điện ảnh và báo chí lúc bấy giờ đều cho rằng đây là một bộ phim thành công của điện ảnh Việt Nam. Không chỉ trở thành 1 trong 3 bộ phim giành được Bông sen vàng cho điện ảnh đầu tiên vào năm 1970 mà bộ phim còn nhận được bằng khen của Hội Nhà báo Liên xô tại Liên hoan phim quốc tế Moskva.
Năm 2007, đạo diễn Bùi Đình Hạc đã được trao Giải thưởng Hồ Chí Minh về văn học nghệ thuật trong đợt trao giải thứ 3 nhờ 5 bộ phim tài liệu và 2 phim truyện nhựa, trong đó có Nguyễn Văn Trỗi.

## Giải thưởng và đề cử
| Năm  | Lễ trao giải                      | Hạng mục                                    | Đối tượng | Kết quả       | Nguồn         |
| ---- | --------------------------------- | ------------------------------------------- | --------- | ------------- | ------------- |
| 1967 | Liên hoan phim quốc tế Moskva     | Giải thưởng Hội Nhà báo Liên Xô             | —         | Bằng khen     | [ 21 ]        |
| 1967 | Liên hoan phim quốc tế Moskva     | Grand Prix                                  | —         | Đề cử         | [ 22 ]        |
| 1967 | Liên hoan phim quốc tế Moskva     | Giải thưởng của Tạp chí Nghệ thuật điện ảnh | Thu Hiền  | Đoạt giải     | [ 23 ] [ 24 ] |
| 1970 | Liên hoan phim Việt Nam lần thứ 1 | Phim điện ảnh xuất sắc                      | —         | Bông sen vàng | [ 25 ]        |